# Electrophorus
Electrophorus – rodzaj ryb z rodziny Gymnotidae. Nazwę rodzajową zaproponował Theodore Nicholas Gill w 1864 roku. Do 2019 roku rodzaj znany był jako takson monotypowy.
Do rodzaju zaliczane są trzy gatunki:
- Electrophorus electricus (Linnaeus, 1766)[1],
- Electrophorus varii de Santana, 2019[2],
- Electrophorus voltai de Santana, 2019[2].